# St. Martinus (Olpe)

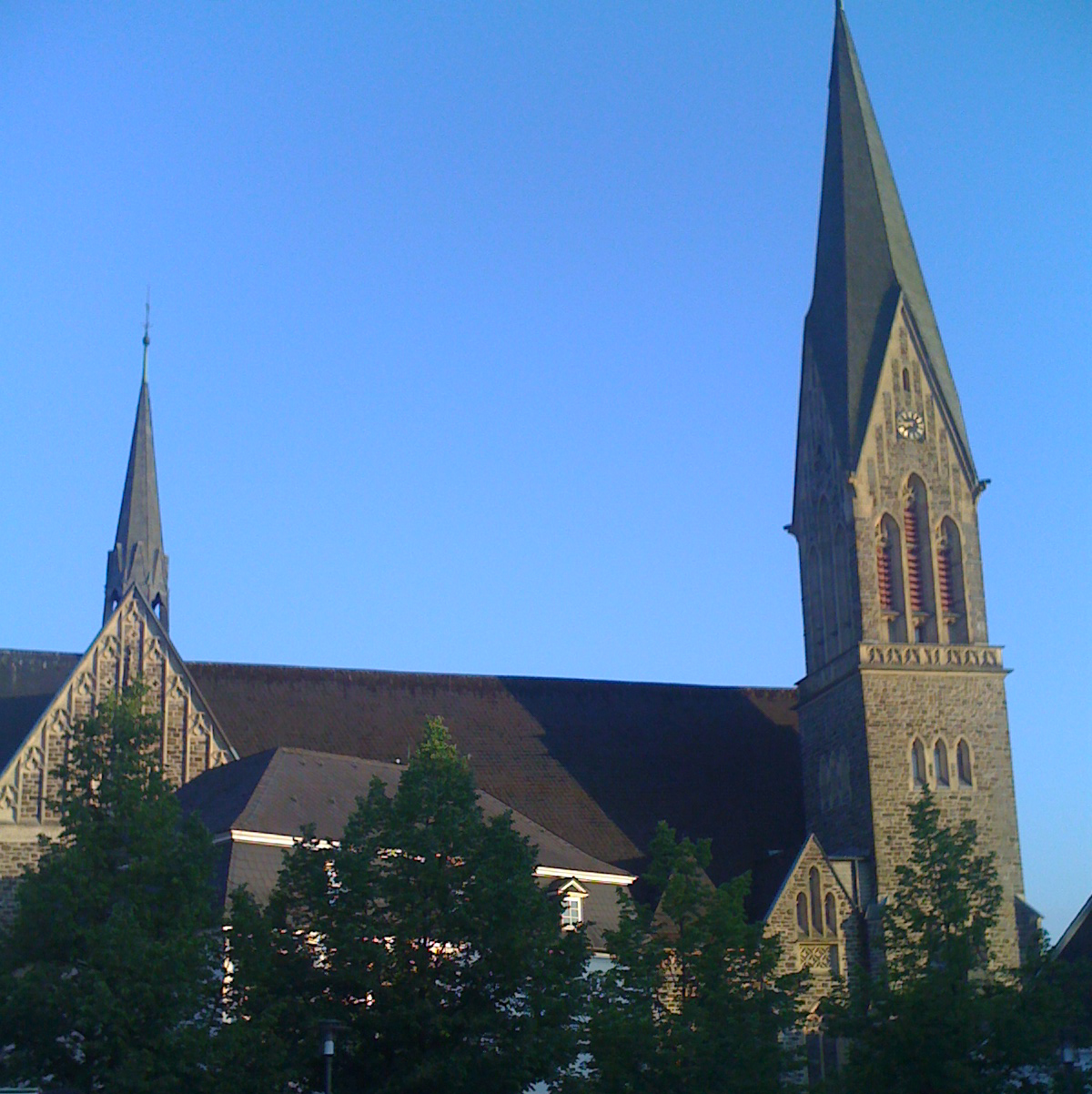
Pfarrkirche St. Martinus

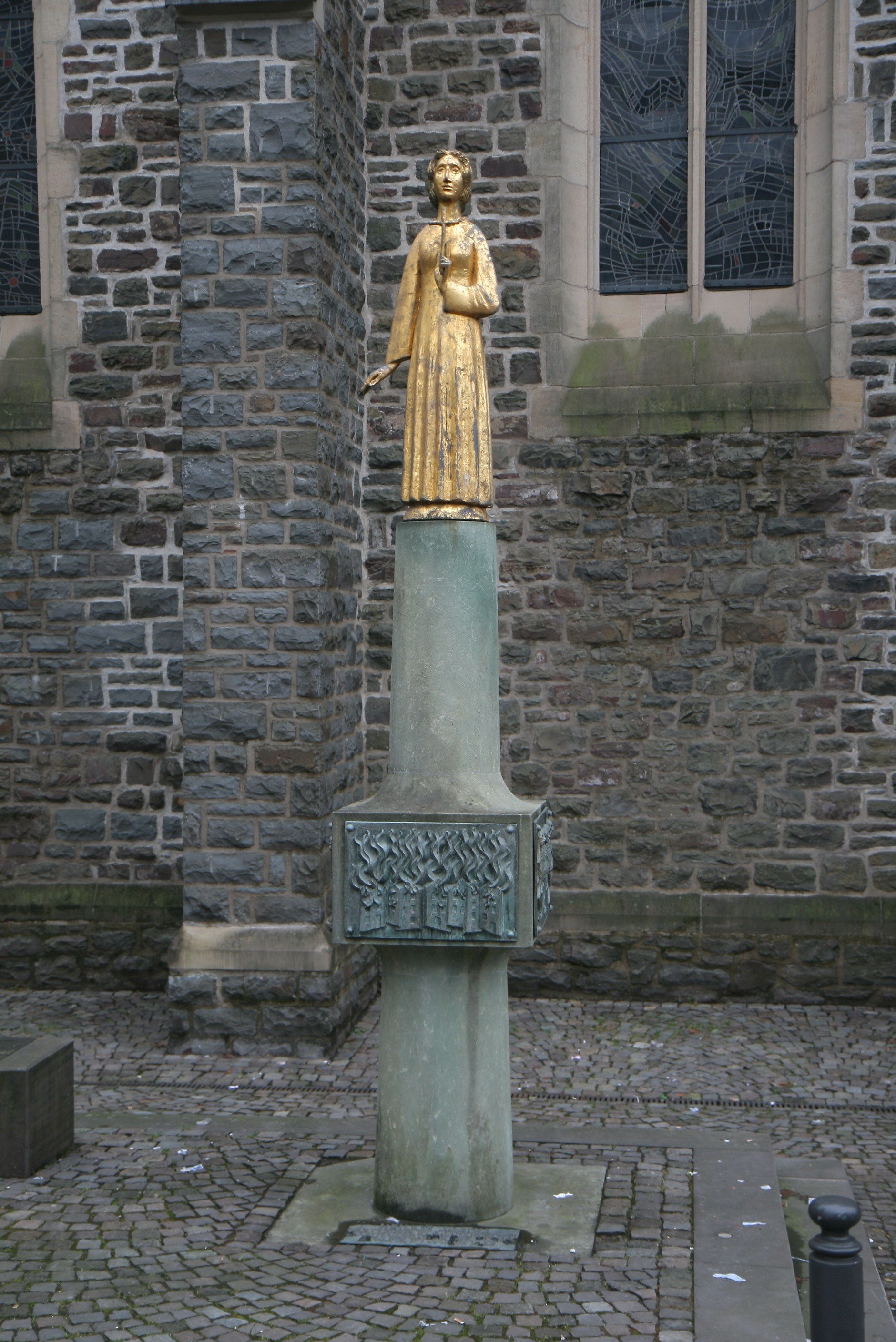
Agatha-Säule vor dem Nordportal

Die neugotische St.-Martinus-Kirche in Olpe ist eine römisch-katholische Pfarrkirche in Nordrhein-Westfalen. Sie gehört zum Pastoralen Raum Olpe-Drolshagen im Dekanat Südsauerland des Erzbistums Paderborn.

## Geschichte
Um 800 wurde auf dem fränkischen Reichshof Olpe die erste Martinus-Kirche erbaut. Durch Brandstiftung am 16. August 1907 wurde die alte Kirche bis auf die Grundmauern zerstört. Die Drahtzieher konnten nie ermittelt werden. Im Vorfeld der Brandstiftung hatte es einen langen Streit über Neubau oder Umbau der alten Pfarrkirche gegeben.
In den Jahren 1907 bis 1909 wurde nach den Entwürfen des Dortmunder Architekten Johannes Franziskus Klomp eine dreischiffige gestufte Hallenkirche mit Querhaus und Doppelturmfassade (Turmhöhe 61 m) im neugotischen Stil erbaut. Die Grundsteinlegung erfolgte am 23. Juli 1907; die Bauausführung oblag dem Bauunternehmer Anton Sunder-Plassmann aus Förde (heute: Grevenbrück). 1922 wurden die drei ersten Bronzeglocken und 1937 die Herz-Jesu-Glocke geweiht.
1945 wurde das Kirchengebäude durch Luftangriffe im Verlauf des Zweiten Weltkriegs stark beschädigt. Einer der Türme wurde in den letzten Kriegstagen von deutschen Pionieren gesprengt, weil er umzustürzen drohte. Der Turmstumpf blieb als Mahnmal erhalten.
Am 20. Juli 1988 wurde das Gebäude mit seinen historischen Ausstattungsstücken als Einheit unter Denkmalschutz gestellt. Zuvor fanden 1958 und 1973 umfassende Renovierungsarbeiten statt
Im Kircheninneren finden 650 Menschen einen Sitzplatz.

## Glocken
Im Nordwestturm sind nicht nur die Turmuhr, sondern auch die Glocken montiert. Das jüngste Geläut stammt aus dem Jahr 1949. Dabei handelt es sich um Stahlglocken, die beim Bochumer Verein gegossen wurden. Geweiht wurden sie der Gottesmutter Maria und den Heiligen Martinus, Agatha und Rochus. Die ursprünglichen Glocken wurden 1917 und 1942, jeweils im Zuge des Weltkrieges, beschlagnahmt und eingeschmolzen. Erhalten blieb lediglich die kleine Chorglocke aus dem Jahr 1907.

## Agatha-Säule
Vor dem Nordportal wurde 1979 die Agatha-Säule errichtet. Dabei handelt es sich um eine zwei Meter hohe Steinsäule, auf der eine lebensgroße Figur der Heiligen Agatha montiert ist. Sie ist der Ersatz für eine Vorgänger-Figur, die 1965 eingeweiht und 1973 gestohlen wurde.

## Kirchenausstattung

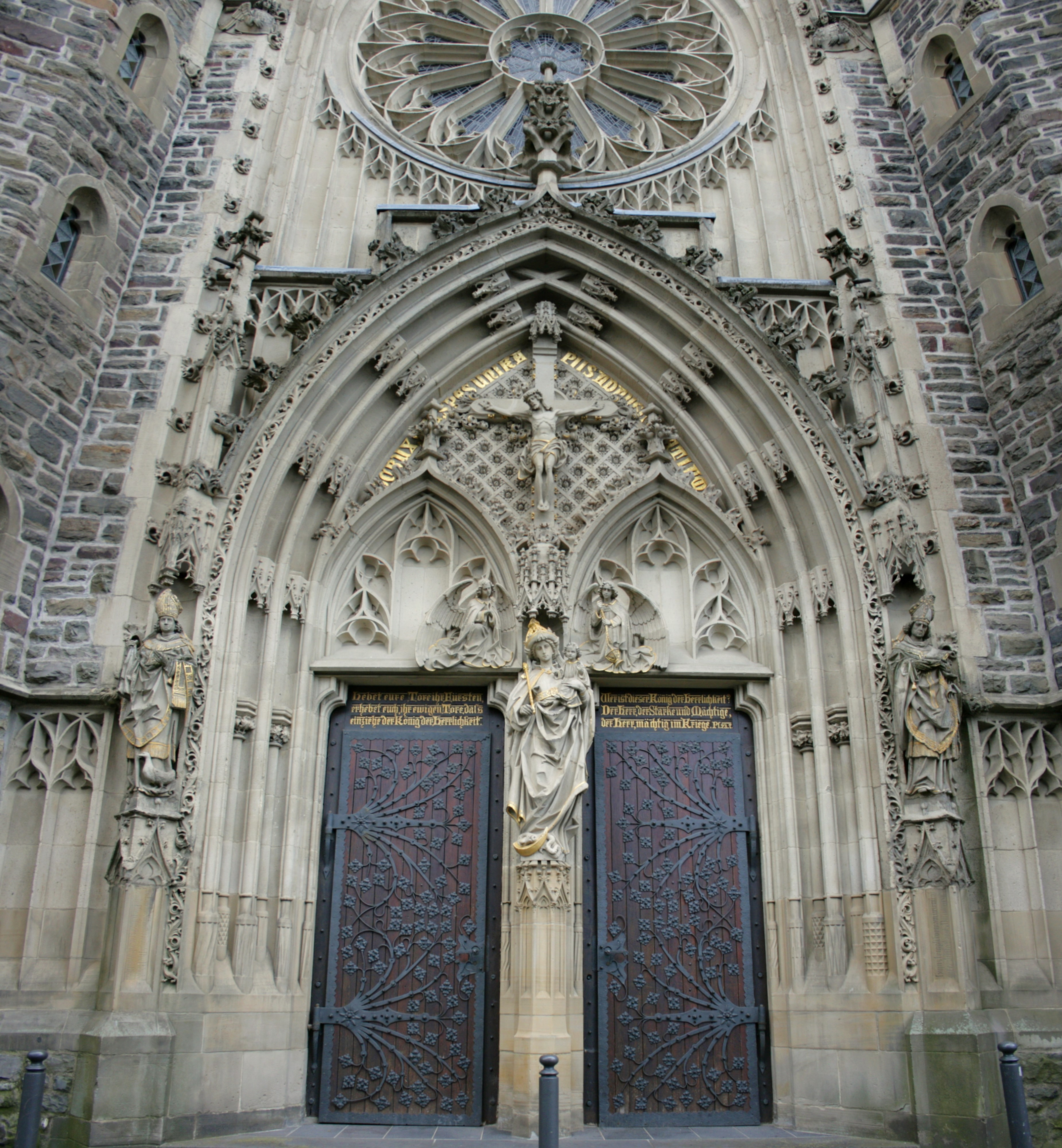
Hauptportal mit Kreuzigungsgruppe und Madonna

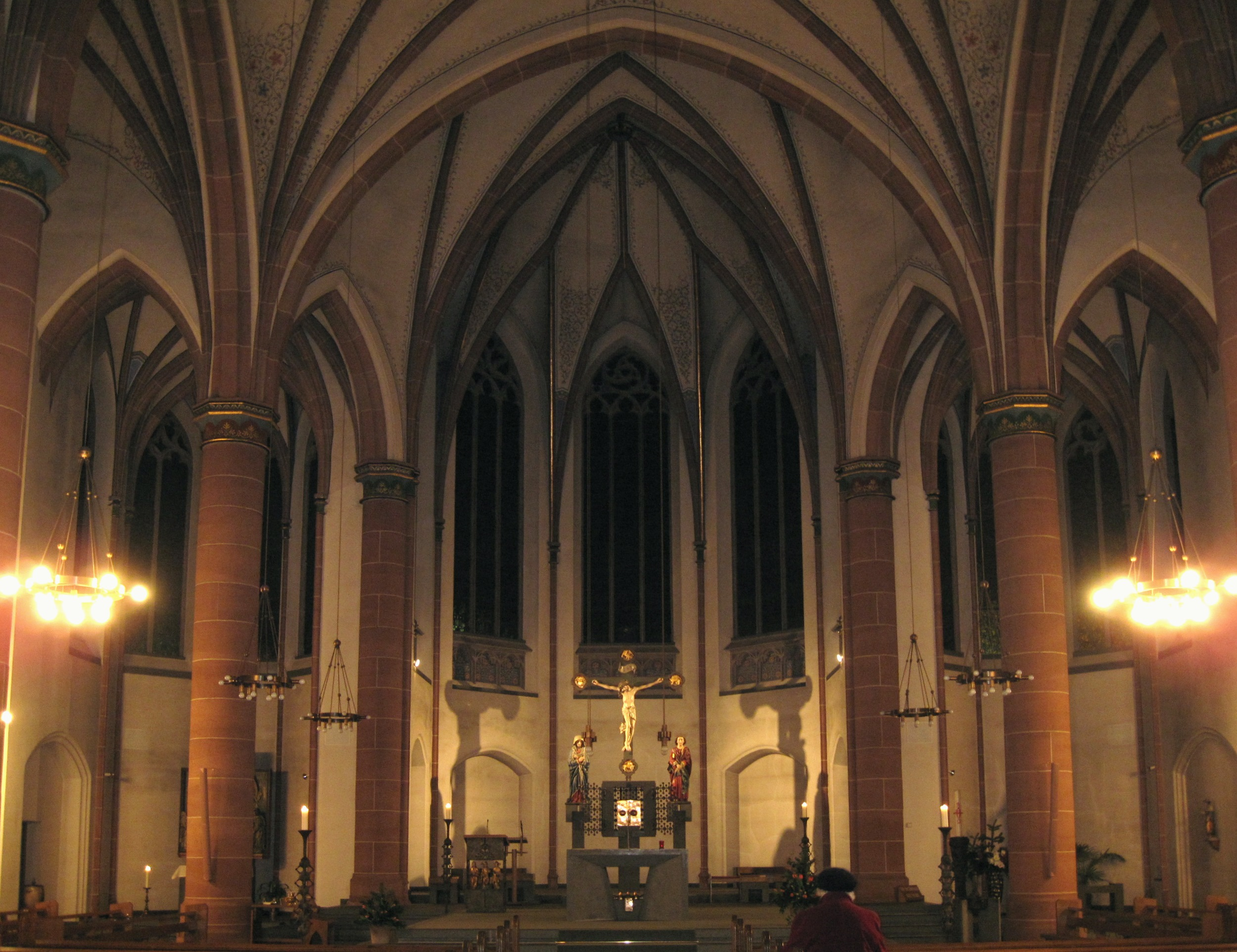
Spätgotische Kreuzigungsgruppe mit Tabernakel im Chorraum

### Anbetungskapelle
Im 1945 teilgesprengten Südwestturm wurde 2013 eine Anbetungskapelle für die im selben Jahr seliggesprochene Olper Ordensgründerin Maria Theresia Bonzel eingerichtet, in der sich auch das Grab der Seligen befindet. Ihre sterblichen Überreste wurden am 12. November 2013 aus der bisherigen Grabkapelle am Mutterhaus des Ordens in die Pfarrkirche überführt. Sehenswert die Fenster oberhalb dieser Kapelle: Es sind die einzigen Originalfenster. Sie waren zum Zeitpunkt der Bombardierung von Olpe noch nicht eingebaut, so dass beim Treffer der Kirche nur die provisorischen Fenster zerstört wurden. So konnten nach dem Wiederaufbau hier die unversehrten Originalfenster eingebaut werden, während alle anderen Kirchenfenster Neuanfertigungen aus der Nachkriegszeit sind.

### Portale
Der aus Grevenbrück stammende Bildhauer Matthias Beule vollendete mit der Gestaltung der Außenportale seinen ersten größeren Auftrag. Er schuf die Kreuzigungsgruppe mit Madonna über dem Hauptportal und die Plastiken über den Seiteneingängen.

### Kreuzigungsgruppe
Die monumentale spätgotische Kreuzigungsgruppe zählt zum ältesten und wertvollsten Besitz der Kirche. Das Kreuz wird von den Assistenzfiguren Maria und Johannes flankiert. Die Schöpfer der Gruppe sind unbekannt. Experten gehen von einem rheinischen Ursprung aus und datieren das Werk in die zweite Hälfte des 15. Jahrhunderts.

### Altar
Der neugotische Schnitzaltar steht im nördlichen Seitenchor. Er wurde im Jahr 1911 aufgestellt.

### Orgel
Die Orgel stammt aus der Werkstatt der Firma Johannes Klais (Bonn). Sie wurde 1958 installiert als Ersatz für das Vorgängerinstrument, das bei einem Bombenangriff zerstört wurde. 1989 erfolgte eine Renovierung und eine Erweiterung der Orgel. Sie besteht seitdem aus 41 Registern (2758 Pfeifen) auf drei Manualen (Schleifladen) und Pedal (Kegellade). Die Trakturen sind elektrisch.
| I Rückpositiv C–g3 |                  |        |
| 1.                 | Lieblich Gedackt | 8′     |
| 2.                 | Quintadena       | 8′     |
| 3.                 | Venezianerflöte  | 4′     |
| 4.                 | Prinzipal        | 2′     |
| 5.                 | Terz             | 1 3⁄5′ |
| 6.                 | Sifflöte         | 1 ⁄3′  |
| 7.                 | Oktävchen        | 1′     |
| 8.                 | Cymbel III       | 1⁄2′   |
| 9.                 | Krummhorn        | 8′     |

| II Hauptwerk C–g3 |                 |       |
| 10.               | Gedacktpommer   | 16′   |
| 11.               | Prinzipal       | 8′    |
| 12.               | Rohrflöte       | 8′    |
| 13.               | Oktave          | 4′    |
| 14.               | Singend Gedackt | 4′    |
| 15.               | Quinte          | 2 ⁄3′ |
| 16.               | Superoktave     | 2′    |
| 17.               | Cornet III      |       |
| 18.               | Mixtur IV–VI    | 1 ⁄3′ |
| 19.               | Trompete        | 16′   |
| 20.               | Trompete        | 8′    |

| III Schwellwerk C–g3 |                      |       |
| 21.                  | Holzflöte            | 8′    |
| 22.                  | Gemshorn             | 8′    |
| 23.                  | Prinzipal            | 4′    |
| 24.                  | Violflöte            | 4′    |
| 25.                  | Hohlflöte            | 2′    |
| 26.                  | Sesquialter II       | 2 ⁄3′ |
| 27.                  | Acuta IV–V           | 1′    |
| 28.                  | Basson               | 16′   |
| 29.                  | Trompette harmonique | 8′    |
| 30.                  | Schalmey             | 8′    |
| 31.                  | Clairon harmonique   | 4′    |
|                      | Tremulant            |       |

| Pedal C–f1 |                        |     |
| 32.        | Prinzipalbaß           | 16′ |
| 33.        | Subbaß                 | 16′ |
| 34.        | Gedacktpommer (Nr. 10) | 16′ |
| 35.        | Oktavbaß               | 8′  |
| 36.        | Gedecktbaß             | 8′  |
| 37.        | Choralbaß              | 4′  |
| 38.        | Nachthorn              | 2′  |
| 39.        | Hintersatz IV          | 2′  |
| 40.        | Posaune                | 16′ |
| 41.        | Basstrompete           | 8′  |

- Koppeln: I/II, III/I, III/II, I/P, II/P, III/P
- Spielhilfen: 64-fache Setzeranlage, Crescendowalze